# The Code (film 2009)
The Code (Thick as Thieves) è un film del 2009 diretto da Mimi Leder, con protagonisti Morgan Freeman e Antonio Banderas.
Il film, destinato al mercato del home video, è uscito negli Stati Uniti il 17 aprile 2009. In Italia è uscito il 18 febbraio 2009 (noleggio) e in Blu-ray disc l'8 aprile 2009 (vendita).

## Trama
A New York, il ladro veterano Keith Ripley recluta il giovane truffatore Gabriel Martin per aiutarlo a portare a termine un ultimo lavoro al fine di ripagare il suo debito con la mafia russa, che aveva ucciso il suo precedente partner, Victor Korolenko, prima che potessero completare il piano. Martin non è sicuro di Ripley, ma la figlioccia di Ripley, Alexandra Korolenko, che è la figlia di Victor, lo convince del contrario, anche se a Ripley non piace che i due si stiano avvicinando. Ripley racconta a Martin il piano, che stanno per rubare al Romanov, un museo russo noto per il suo insuperabile sistema di sicurezza, che ha contrabbandato i tesori della Russia nel paese e corrotto il NYPD con grandi donazioni e attrezzature costose. L'obbiettivo del furto sono due uova Fabergé appartenute alla zarina Aleksandra Fëdorovna Romanova, del valore di 20 milioni di dollari ognuna. I due si infiltrano a una festa al museo fingendosi poliziotti, con Ripley nei panni del tenente Weber, che ha una vendetta contro Ripley, per raccogliere informazioni sul loro caveau.
Ma mentre i due ladri lavorano sodo per capire come battere il sistema di sicurezza e ad entrare nel caveau, la mafia russa, guidata da Nicky Petrovitch, diventa impaziente e rapisce Alexandra, dicendo a Ripley che deve rubare le uova dal Museo Russo per riaverla. Quando i due entrano nei sotterranei del museo con le uova, Martin rivela di essere un poliziotto sotto copertura di Miami piantato da Weber per catturare Ripley, lascia Ripley rinchiuso nel caveau e informa Weber, mentre porta le uova al mafioso russo per liberare Alexandra. Dopo che Alexandra viene rilasciata, Martin è costretto a incontrare Petrovitch, il quale rivela che le uova che ha rubato non sono fatte di oro e gioielli come le altre, ma di legno. Petrovich racconta che le uova furono create nel 1917, durante la rivoluzione russa (un periodo in cui non c'erano né oro, né gioielli, né speranza). Nel frattempo, Weber e la sua squadra entrano nel museo, ma vengono arrestati dalle guardie di sicurezza perché Martin ha detto alle guardie che era un poliziotto mentre è scappato.
Martin si presenta alla polizia la mattina successiva, dopo che la polizia ha arrestato Petrovitch, solo per scoprire che l'uomo che hanno in custodia non è l'uomo che Martin ha incontrato. Si scopre che l'individuo che Martin ha incontrato era in realtà Victor Korolenko, che aveva simulato la sua morte con l'aiuto di Ripley. Viene quindi rivelato che Ripley era scappato, informando il museo che i poliziotti stavano arrivando e che avevano ripulito il caveau da tutti gli oggetti di contrabbando (incluse le uova) prima che la polizia potesse ispezionarlo, il che significa che non c'erano prove che qualcosa era stato rubato e che la testimonianza di Martin sarebbe stata priva di valore poiché le sue azioni sono state tenute fuori dai rapporti per impedire a Ripley di scoprirlo. Si scopre che Ripley è uscito grazie al suo avvocato, che altri non è che Alexandra; viene rivelato quindi che Alex era complice di Ripley e del padre per distrarre Martin. Il coinvolgimento di Martin con Alex lo compromette e Ripley ha dovuto essere lasciato andare.
Ripley in seguito chiama Martin da una pista dell'aeroporto, pronto a partire con Victor per incontrare un acquirente per le uova; per dirgli che sapevano che Martin era un poliziotto fin dall'inizio. Poco dopo Martin incontra Alex, che è rimasta a New York, e i due si confessano che i loro sentimenti l'un l'altro erano reali.

## Colonna sonora
Di seguito i brani comparsi nel film:
- Hum Diggy – Marcus Brown
- Minor Soulful Feeling – Ron Komie
- Electric Blue – Mike Mutantoff, Emergency Break, Marija Malyk
- Nas ne dogonjat – t.A.T.u.
- Russian Melody – Network Red
- Privečer
- Mardžandža – Michail Šufutinskij
- Not Gonna Get Us – t.A.T.u.